# Hafen Genua
Der Hafen Genua ist flächenmäßig der größte Seehafen Italiens. Gemessen am Güterumschlag war er 2016 mit rund 50 Millionen Tonnen nach dem Hafen Triest der zweitgrößte Hafen des Landes, bei den Passagierzahlen stand er mit über drei Millionen Gästen an siebter Stelle. Der Naturhafen in der Mandraccio-Bucht wurde schon in der Antike genutzt und war später mehrere Jahrhunderte lang das Zentrum der maritimen Aktivitäten der Seerepublik Genua.

## Lage und Infrastruktur
Der Hafen liegt am nördlichsten Punkt des Ligurischen Meeres und damit strategisch günstig zum stark industrialisierten norditalienischen und auch europäischen Hinterland. Obwohl der Ligurische Apennin und im weiteren Sinn auch die Alpen natürliche Barrieren bilden und mangels geeigneter Flüsse keine Binnenschifffahrt zwischen Genua und seinem industrialisierten Hinterland möglich ist, kann der Hafen dank Autobahn- und Eisenbahnanschlüssen und auch dank des im Hafenbecken gebauten Flughafens von Genua als multimodal gut angebunden gelten. Der Hafenbetreiber bezeichnet ihn als Southern Gateway to Europe.
Die Hafenanlagen erstrecken sich auf rund 700 Hektar, hinzu kommen 500 Hektar Wasserflächen. Die Uferlänge aller Kaianlagen beträgt insgesamt knapp 30 Kilometer, die Tiefe der Hafenbecken liegt zwischen 9 und 15 Metern, an einigen Stellen sind es bis zu 50 Meter. Der Hafen Genua erstreckt sich vom Stadtteil Foce im Osten (Levante) bis zum Stadtteil Voltri im Westen (Ponente) und lässt sich in mehrere Abschnitte unterteilen:
Die Area di Levante beim Stadtteil Foce mit dem Yachthafen Duca degli Abruzzi und dem Hafenbecken Bacino delle Grazie mit Trockendocks und sonstigen Anlagen, die vorwiegend für Schiffsreparaturen genutzt werden. In dieser Gegend liegt auch das Messegelände Genuas, auf dem unter anderem die internationale Bootsausstellung Salone Nautico di Genova stattfindet.

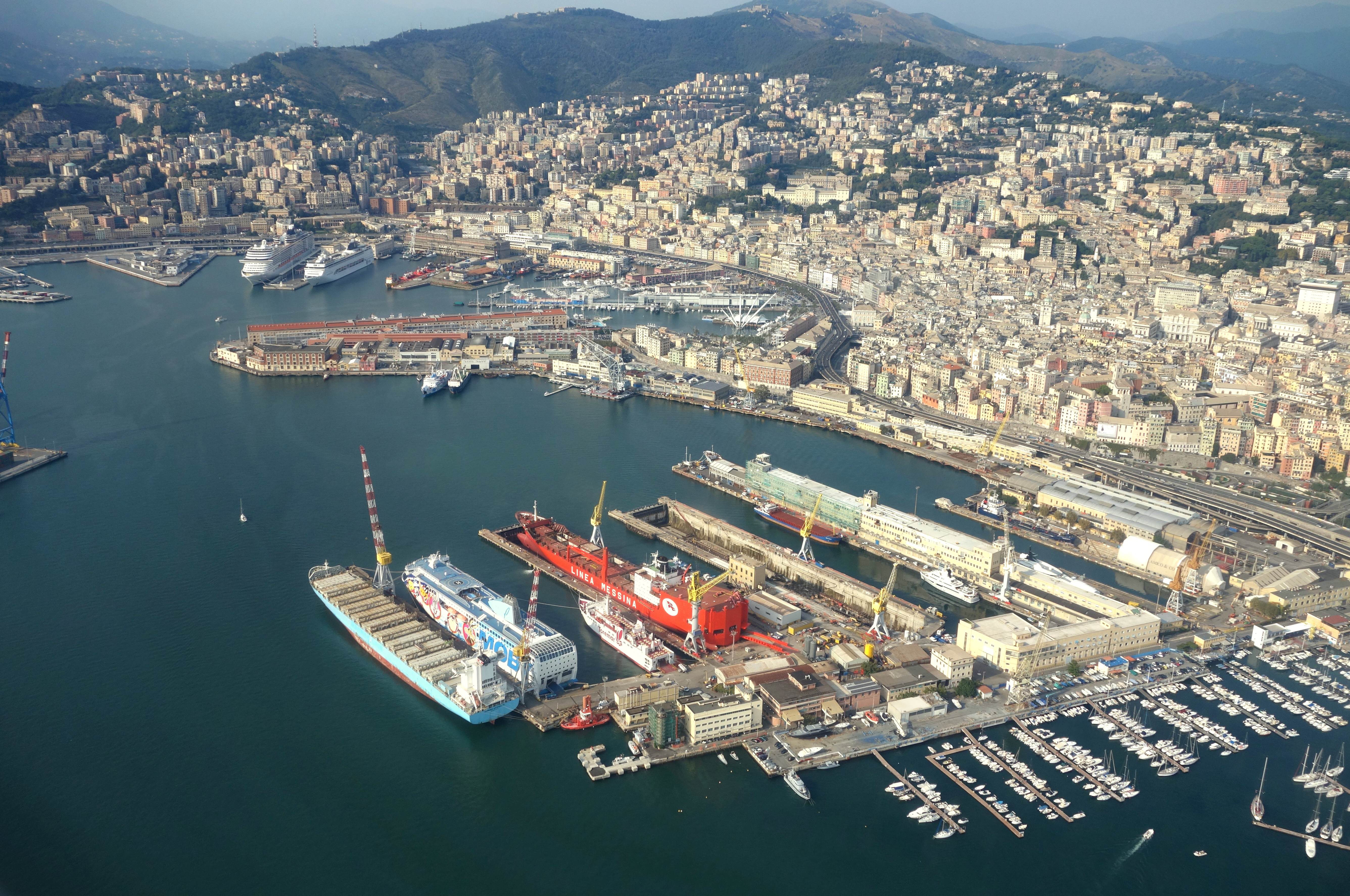
Bacino delle Grazie & Porto Antico

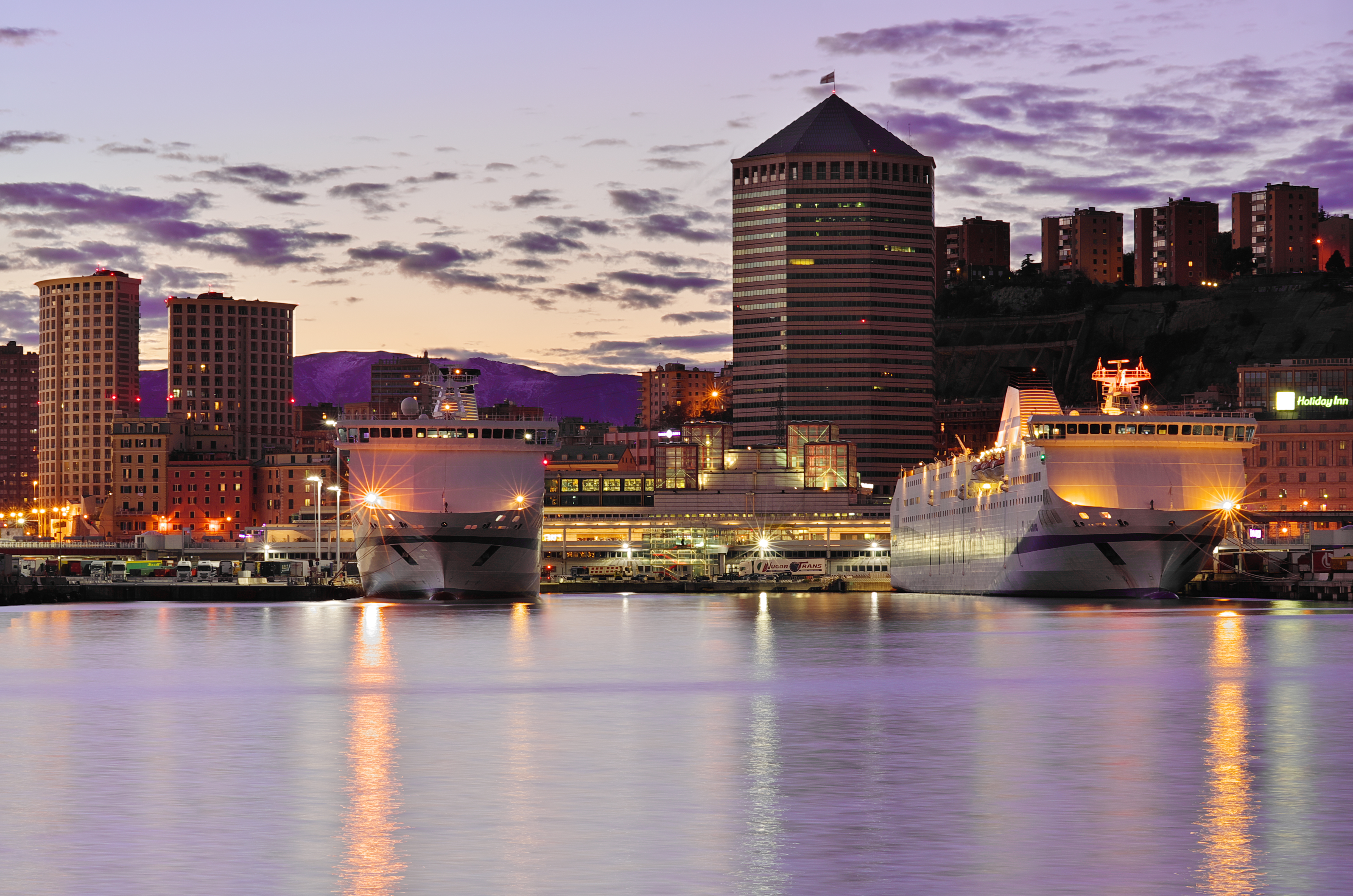
Fähren vor dem Matitone

Es folgt die Mandraccio-Bucht mit dem alten Hafen Porto Antico, der bis 1992 nach Plänen des Architekten Renzo Piano restauriert wurde. Dort befinden sich zwei weitere Yachthäfen, ein großes Aquarium, das Meeresmuseum Galata und weitere Touristenattraktionen sowie ein Kongresszentrum. Nennenswert sind auch die regionale Direktion (Direzione marittima) und das Hafenkapitänsamt (Capitaneria di Porto) der Küstenwache sowie der Palazzo San Giorgio, heute Sitz der Autorità Portuale, die die Häfen von Genua, Savona und Vado Ligure betreibt. Der übrige Teil der Bucht dient hauptsächlich dem Fährverkehr und dem Kreuzfahrtgeschäft. Die geschichtsträchtige Stazione Marittima ist heute ein Kreuzfahrtterminal. Das Unternehmen Stazioni Marittime S.p.A. betreibt im Hafen vier weitere Passagierterminals. Die in staatlicher Konzession vergebenen Anlagen zur Passagierabfertigung erstrecken sich auf etwa 290.000 m². Es gibt an fünf Piers 15 Liegeplätze für Kreuzfahrtschiffe und Fähren. Die Anlagen für den Fährverkehr haben eine jährliche Gesamtkapazität von 4 Millionen Passagieren, 1,5 Millionen Autos und 250.000 Lkws. Am südwestlichen Ende der Bucht befindet sich der Southern European Container Hub, ein Containerterminal.
In westlicher Richtung folgen vor dem Stadtteil Sampierdarena die Piers und Becken des Industriehafens. Diese Anlagen sind überwiegend nach ehemaligen italienischen Kolonien oder nach Orten dieser Gebiete benannt, eine Kaizunge nach dem ehemals dort angesiedelten Wasserflugplatz Genuas (Idroscalo). Im Industriehafen Sampierdarena werden Containerschiffe, Massen- und Stückgutfrachter und auch Tanker abgefertigt. Bedeutend sind die Terminals Messina, San Giorgio, Sampierdarena Oli, Genoa Metal, Spinelli und Silomar.
Es folgt das (ehemalige) Stahlwerk von Cornigliano und der Flughafen, dessen Start- und Landebahn im Hafenbecken angelegt wurde und die zusammen mit dem Vorfeld und dem Küstenabschnitt vor den Stadtteilen Sestri Levante und Multedo eine künstliche Bucht bildet, in der sich mehrere Hafenanlagen befinden. Dazu gehören ein weiterer großer Yachthafen, der seit 2007 auch Liegeplätze für bis zu 90 Meter lange Yachten hat, eine Werft des Schiffbauunternehmens Fincantieri, das in Sestri Ponente Kreuzfahrtschiffe baut, und der Ölhafen Multedo mit seinen vier Löschbrücken.
Ganz im Westen liegt das im Juli 1992 eröffnete Containerterminal PSA Voltri-Pra’, das mit einer Jahreskapazität von 1,5 Millionen TEUs das größte seiner Art in Genua ist. Weil das Containerterminal etwas abseits liegt, wird es von der Autorità Portuale als eigenständiger Hafen geführt. Bei dem Terminal befindet sich ein Yachthafen und eine Regattastrecke.
Wahrzeichen des Hafens und der Stadt ist der Leuchtturm Torre della Lanterna, der zwischen dem alten Hafen in der Mandraccio-Bucht und dem Industriehafen Sampierdarena auf der Anhöhe von San Benigno steht. Die zweiteilige Mole Diga foranea schützt als Wellenbrecher den alten Hafen, den Industriehafen und die Piste des Flughafens. Es gibt vier Hafeneinfahrten. Von Osten nach Westen sind dies: die Bocca di Levante bei Foce, die Bocca di Ponente zwischen dem Industriehafen und dem Stahlwerk bei der Mündung des Polcevera, die Imboccatura di Multedo zwischen Flug- und Ölhafen und die Imboccatura di Pra’ beim Containerterminal Voltri-Pra’. Die dortige kleine Imboccatura di Pegli beim Stadtteil Pegli ist nur für die genannte Marina beim Containerterminal gedacht. Zwischen dem Hafen und der Innenstadt verläuft die Hochstraße Sopraelevata Aldo Moro, die in umstrittener Weise die Waterfront Genuas prägt.

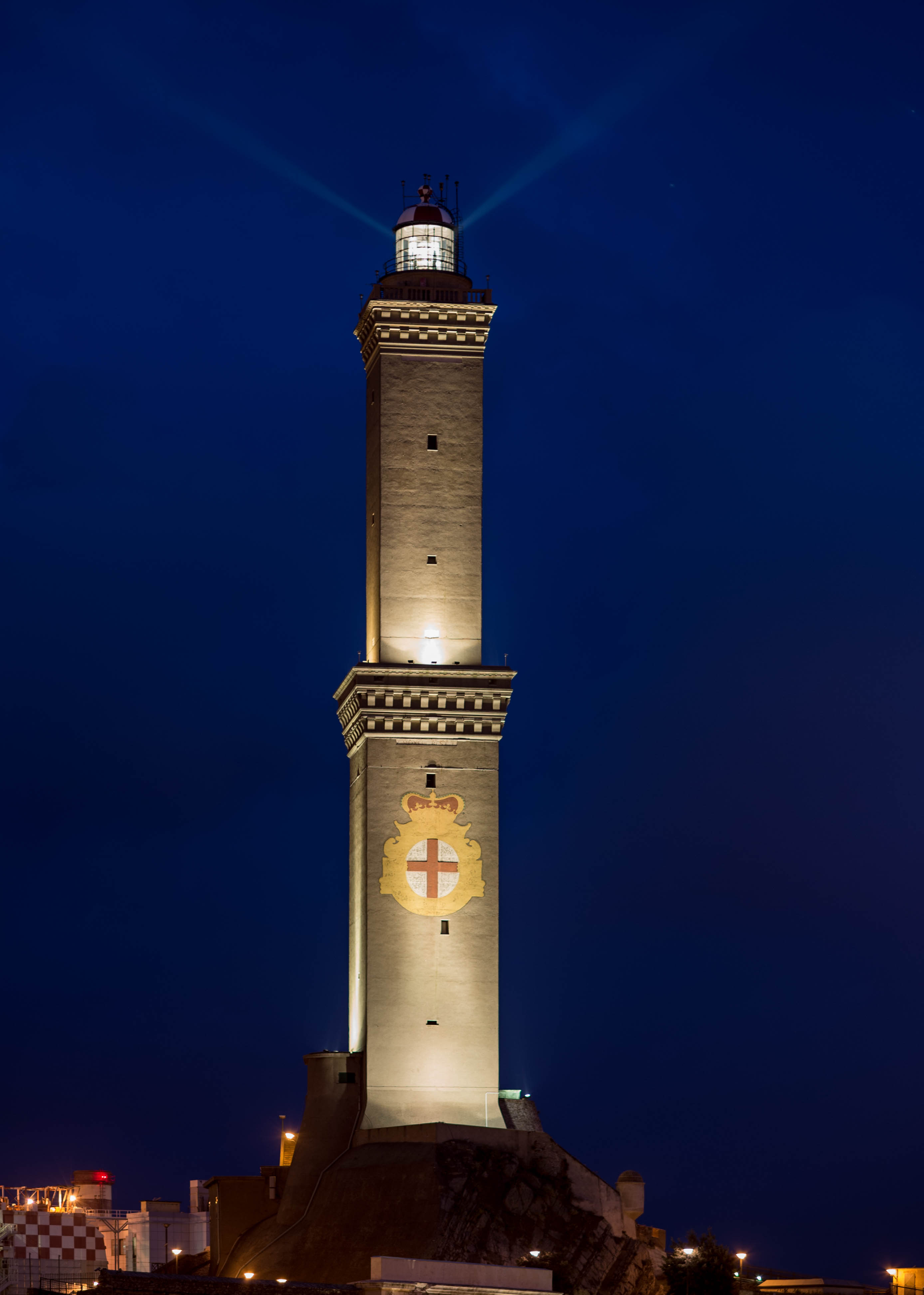
La Lanterna
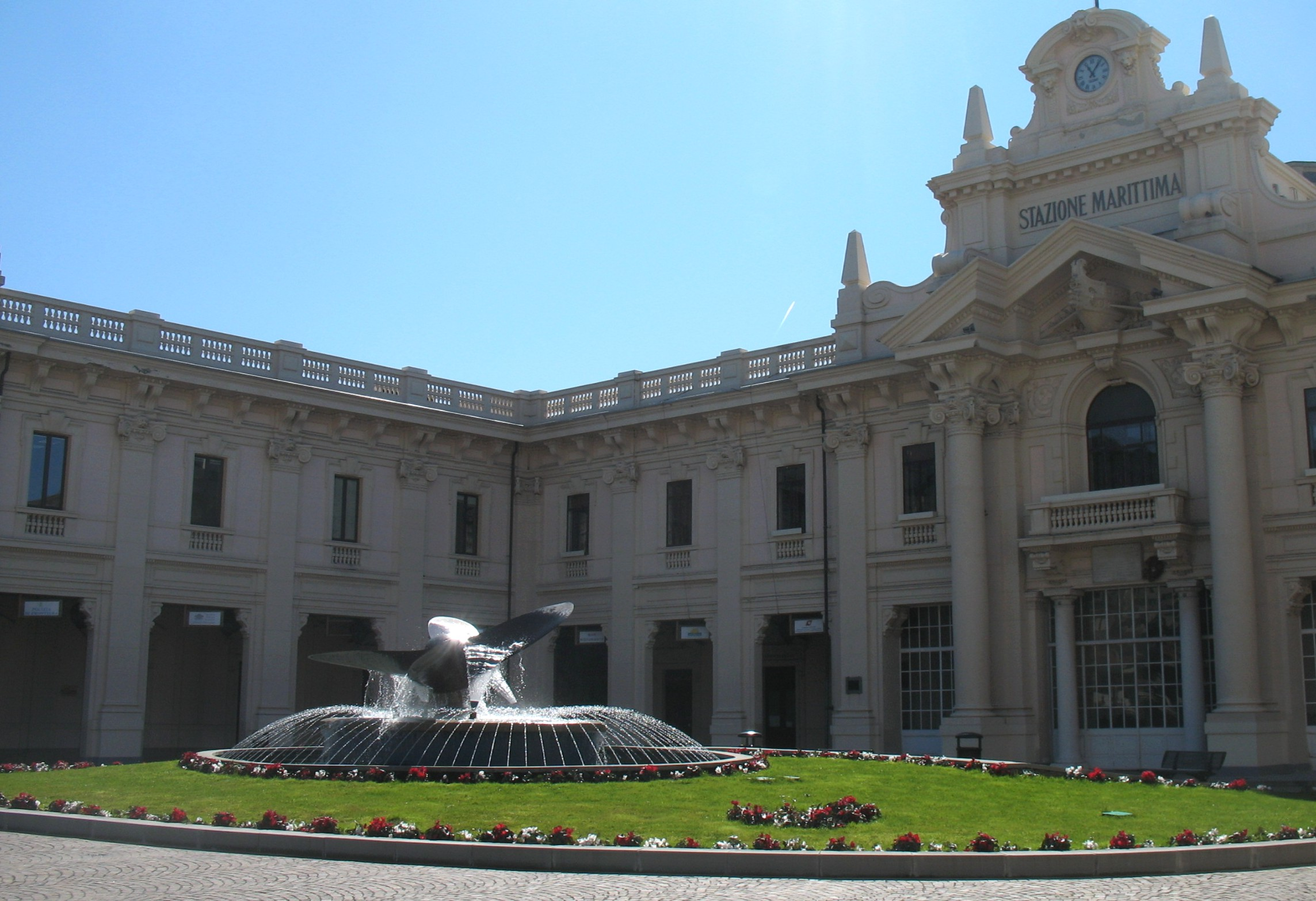
Stazione Marittima
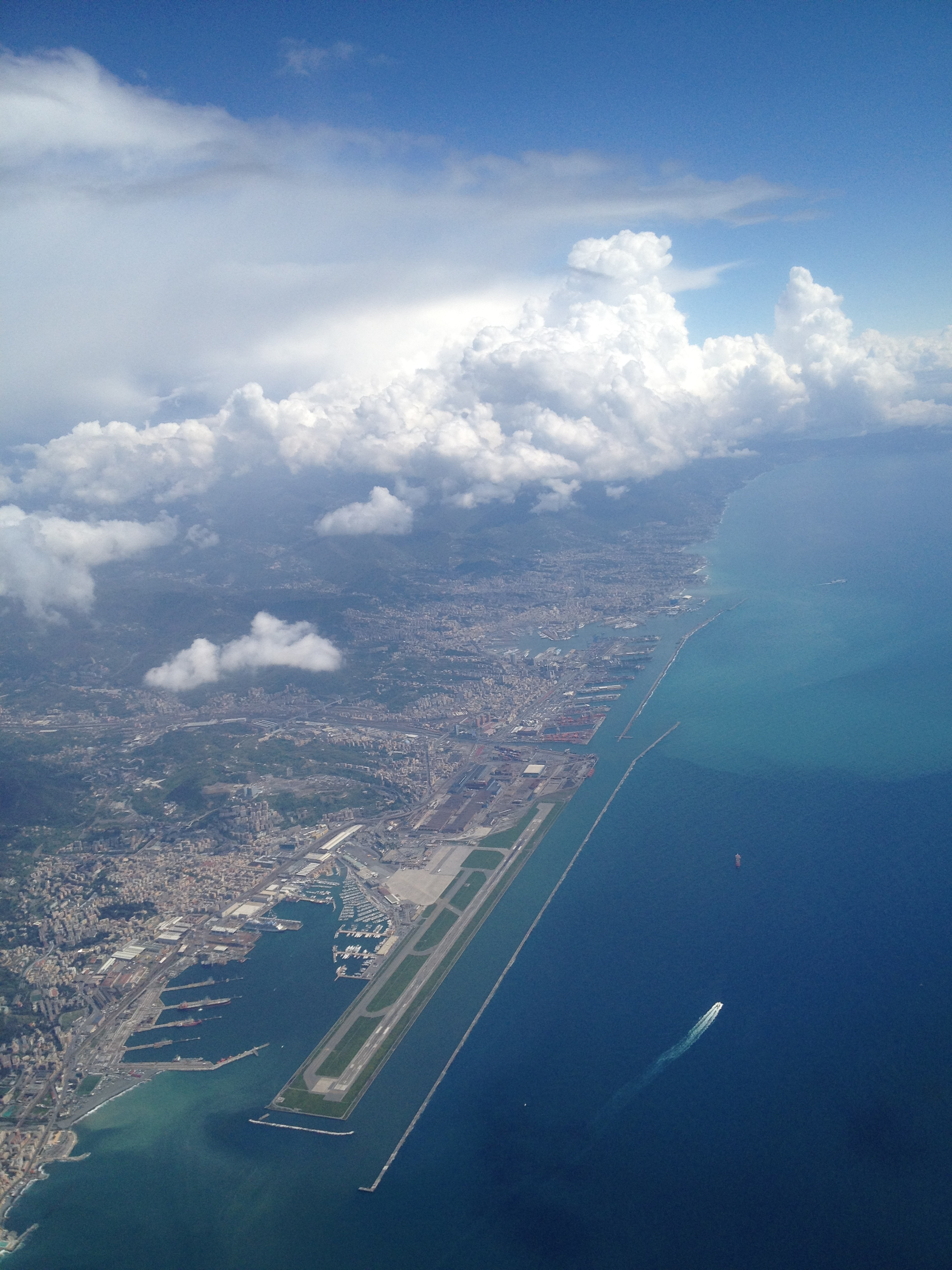
Flug- und Ölhafen
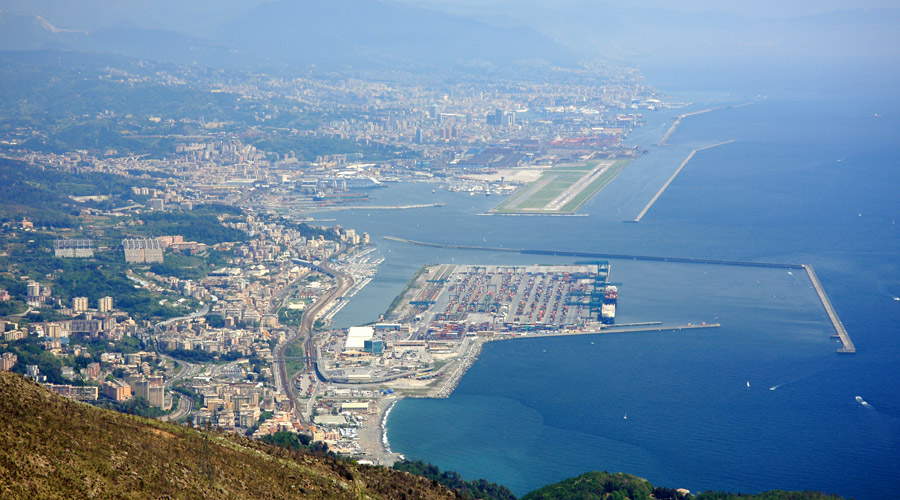
Containerterminal Voltri-Pra’

## Hafen- und Verkehrsentwicklung
Charakteristisch ist die Vielseitigkeit des Hafens: neben der Abwicklung des Passagierverkehrs können Güter aller Art umgeschlagen werden, Schiffe werden in Genua gebaut, repariert, umgebaut und modernisiert und auch abgewrackt. Der Hafen wird von den bedeutendsten Schifffahrtsgesellschaften angesteuert, die ihn mit Häfen aller bewohnten Erdteile verbinden.
In den ersten vier Jahrzehnten des 20. Jahrhunderts stieg der Güterumschlag von ungefähr fünf auf acht Millionen Tonnen jährlich. Seinerzeit begann in Sampierdarena der Bau des Industriehafens, womit sich der Hafen Genua erstmals auch außerhalb der Bucht entlang der Küste ausdehnte. Während des Zweiten Weltkriegs wurde der Hafen vor allem durch Bombenangriffe schwer beschädigt, konnte jedoch in der unmittelbaren Nachkriegszeit die Umschlagsmenge von acht Millionen Tonnen wieder erreichen. In den 1970er Jahren war der Güterumschlag um das Achtfache auf 62 Millionen Tonnen jährlich angestiegen. Wirtschaftliche Probleme und Arbeitskämpfe ließen diesen Wert bis zum folgenden Jahrzehnt auf etwa 40 Millionen Tonnen sinken. In den 1990er Jahren kam es wiederum zu einem leichten Anstieg auf etwa 50 Millionen Tonnen jährlich. Auf diesem Niveau pendelte sich der Umschlag in den folgenden beiden Jahrzehnten ein. Die Spitzenposition in Italien verlor Genua dann an Triest, jedoch nur wegen der Entwicklung des Erdölsegments: während die in Genua beginnende Pipeline Central European Line 1997 stillgelegt wurde, bleibt die größere, von Triest aus ebenfalls nach Ingolstadt führende Transalpine Ölleitung in Betrieb. Dank neuer Containerterminals liegt der Containerumschlag in Genua bei über 2 Millionen TEUs jährlich, wobei im Gegensatz zu beispielsweise Gioia Tauro das Transshipmentsegment weniger bedeutend ist. Seit der Jahrtausendwende bewegen sich die jährlichen Passagierzahlen um die 3-Millionen-Marke. Dass Häfen wie Messina, Neapel oder Piombino hier wesentlich höhere Zahlen verzeichnen, hängt wesentlich mit sehr stark frequentierten Verbindungen in der Straße von Messina, nach Capri oder Elba zusammen. Im Kreuzfahrtsegment ist Civitavecchia derzeit führend.
Wegen der stetig zunehmenden Größe der Schiffe wird der östliche Teil der Mole Diga foranea in den kommenden Jahren umgebaut, um die Hafeneinfahrt Bocca di Levante wesentlich zu vergrößern. Vor dem östlichen Bereich des Industriehafens Sampierdarena wird die Mole abgetragen und bis zu 800 Meter weiter südlich neu gebaut, wobei ein Teil der alten Mole vor der Einfahrt zum Porto Antico erhalten bleibt. An den äußeren Enden des Industriehafens wurden bereits Becken zwischen Piers zugeschüttet und so größere Plattformen geschaffen.
Bis 2020 gab es auch weitgehendere Umbaupläne. Die radikalste Variante sah vor, die Kaianlagen des Industriehafens bis zur alten Mole vorzuziehen, das Flughafengelände zu neuen Hafenanlagen umzubauen und auf einer neuen, erweiterten „Mole“, mehrere hundert Meter weiter südlich einen neuen Flughafen zu errichten. Zurückhaltendere Entwürfe sahen an der neuen Mole einen Ölhafen und einen Windpark vor sowie weniger drastische Umbauten des Industriehafens und die Beibehaltung des Flughafens in seiner bisherigen Form. Die westlichen Teile des Industriehafens liegen in der Endanflugschneise des Flughafens, weswegen die dortigen Hafenanlagen eine bestimmte Höhe nicht überschreiten dürfen. Die genannten Umbaupläne gab es auch wegen dieser Problematik.
Die Fincantieri-Werft in Sestri Ponente, zwischen dem Flughafen und dem Ölhafen, wird in den kommenden Jahren ebenfalls umgebaut, um Platz für ein 440 Meter langes Baudock zu schaffen. Es wäre dann das größte Trockendock in Italien, vor denen in Palermo (370 m), Livorno und Monfalcone (350 m). Die Fincantieri-Docks in Sestri und fünf Trockendocks an der Einfahrt zum Porto Antico sollen überdacht werden. Wegen der dadurch zu erwartenden Beeinträchtigung des Landschaftsbildes ist dieses Vorhaben jedoch umstritten.
In Genua befindet sich ein hydrographisches Institut und eine Handelsmarineakademie. Für den Schiffbau und die maritime Wirtschaft ist die Universität Genua von Bedeutung, die am alten Hafen einen Wirtschaftsfachbereich unterhält. Dort befindet sich auch das Istituto nautico San Giorgio, eine 1827 gegründete Fachoberschule, die auf die Schifffahrt spezialisiert ist.

## Geschichte

### Antike und Mittelalter

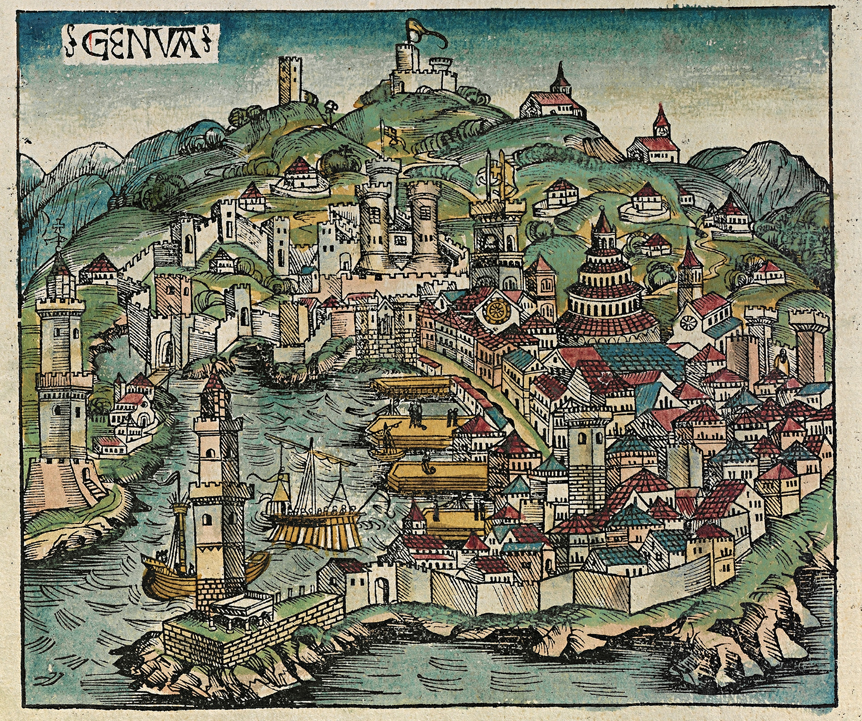
Genua. Holzschnitt aus der Schedelschen Weltchronik, 1493

Das Gelände am Porto Antico war schon in der Jungsteinzeit besiedelt. Ab 500 vor Christus entstand dort eine feste Siedlung, die möglicherweise von einer Mischbevölkerung aus Ligurern, Etruskern und Griechen angelegt und bewohnt wurde. Im Zweiten Punischen Krieg wurde die mit Rom verbündete Siedlung zerstört, jedoch um 200 vor Christus wieder aufgebaut. Ab dieser Zeit entwickelte sie sich zu einem regionalen Handelszentrum. Über die damalige Beschaffenheit und Nutzung des Naturhafens ist fast nichts überliefert.
In der Völkerwanderungszeit und im frühen Mittelalter verfielen die aus römischer Zeit stammenden Verkehrswege. Ab dem 9. Jahrhundert wurde der kleine Hafenort immer wieder von den Sarazenen überfallen, was zum Aufbau Genuesischer Seestreitkräfte führte, die in den folgenden Jahrhunderten eine bedeutende Rolle im Mittelmeerraum spielten. Im 11. Jahrhundert waren sie an der Befreiung Sardiniens und Korsikas sowie am Ersten Kreuzzug beteiligt und schufen so die Grundlagen für die Genueser Kolonien. Genuas Hafen wurde somit sowohl militärische Flottenbasis, als auch bedeutender Handelshafen. Den Rivalen Pisa konnte die Republik Genua 1284 in der Seeschlacht bei Meloria ausschalten, den Konkurrenten Venedig 1298 in der Seeschlacht bei Curzola in die Schranken weisen und damit die Stellung im Schwarzen Meer sichern. Diese für Genua sehr positiven Rahmenbedingungen zwischen dem 11. und dem 15. Jahrhundert erklären die herausragende Bedeutung des Hafens in jener Zeit.
Die Gründung des heutigen (alten) Hafens lässt sich zurückführen auf die Befestigung Genuas im Hochmittelalter und auf die Schaffung des Amtes der sogenannten Seekonsuln, die den Ausbau des Hafens und dessen Betrieb leiteten oder überwachten. Um 1130 wurde auf der Landspitze von San Benigno ein erster Leuchtturm gebaut. Um 1250 verlängerte man den an der östlichen Seite des Naturhafens gelegenen Felsvorsprung durch Aufschüttungen zu einer Pier, die ab dem 16. Jahrhundert Molo Vecchio oder „Alte Pier“ genannt wurde, im Gegensatz zum Molo Nuovo, der seinerzeit auf der gegenüberliegenden Seite der Bucht am Fuß des Leuchtturms entstand. Die vom Molo Vecchio gebildete innere Bucht wurde zum Liegeplatz zahlloser Boote, die man wohl als Mandria oder „Herde“ bezeichnete. Auf dem Wort Mandria beruht möglicherweise die heutige italienische Bezeichnung Mandracchio für kleine Fischereihäfen oder auch Marinas; in Genua lautet die Bezeichnung für diese Bucht jedoch abweichend Mandraccio. Anderen Erklärungen zufolge stammt der Begriff vom griechischen Mandràki, mit der Bedeutung Pferch, oder aus dem arabischen Raum.
Zusammen mit dem Molo Vecchio wurde unter anderem ein Marinearsenal gebaut und auch der Palazzo del Mare, später Palazzo San Giorgio genannt. Nach der Nutzung als Regierungssitz wurde der Palast Hauptsitz des für die Republik Genua außerordentlich bedeutenden Finanzinstituts Banco di San Giorgio. Heute befindet sich in dem Gebäude die Autorità Portuale. Neben dem Molo Vecchio, ganz in der Nähe des Palazzo San Giorgio, befanden sich sechs hölzerne Landestege, die entweder nach den dort umgeschlagenen Gütern benannt waren oder nach bedeutenden Familien, die dort ihre Häuser hatten (u. a. Spinola, Grimaldi). Diese Stege wurden im 15. Jahrhundert durch feste Piers ersetzt. Mitte des 16. Jahrhunderts erreichte der Molo Vecchio eine Länge von fast 500 Metern. Die Stadt Genua und auch ihr Hafen wurden damals wesentlich von dem Architekten Galeazzo Alessi geprägt. Unter seiner Regie erreichte der Ausbau des (alten) Hafens seinen Abschluss.

### Neuzeit

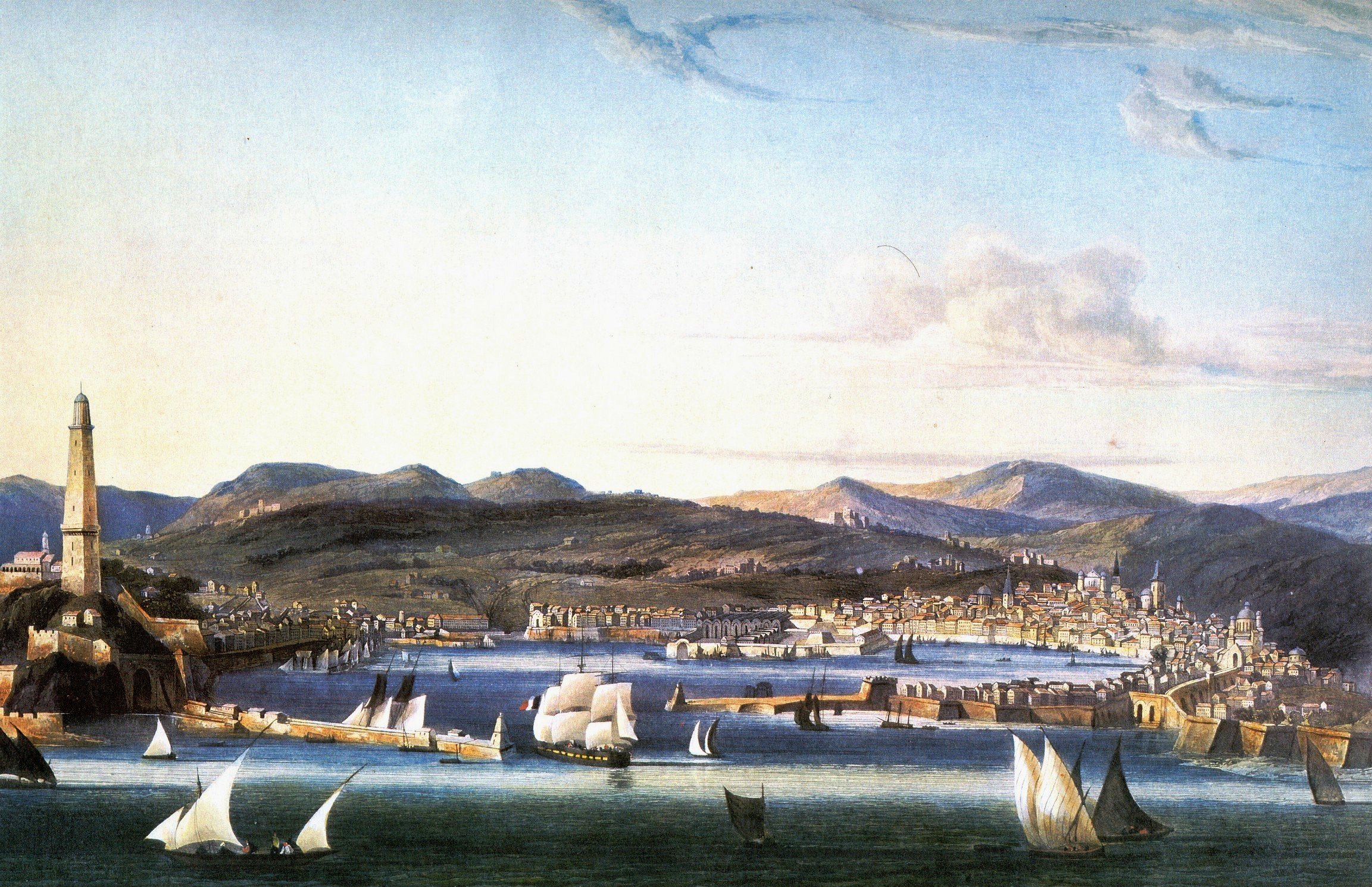
Vedute Genuas, um 1810

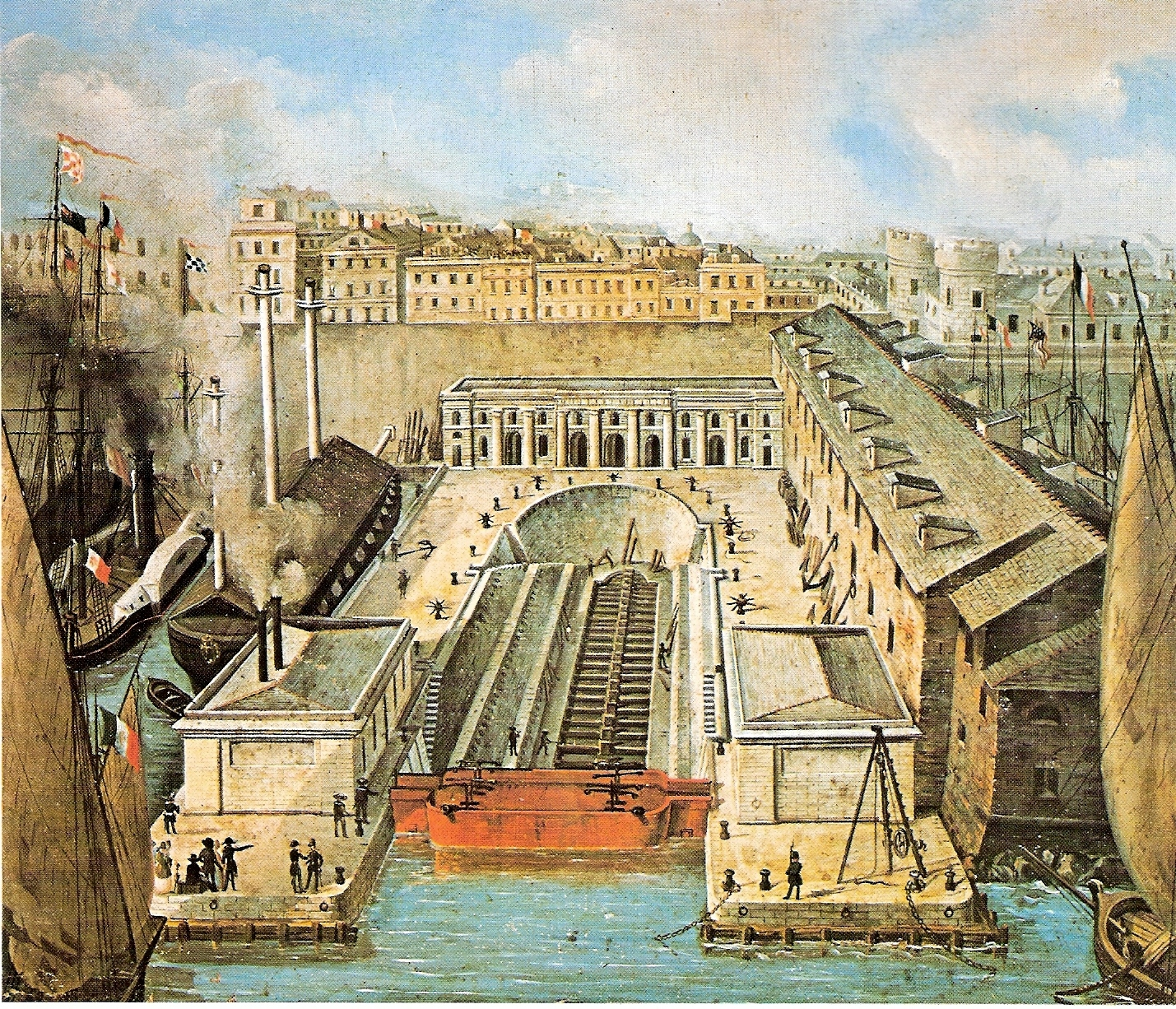
1851 in Genua eröffnetes Trockendock

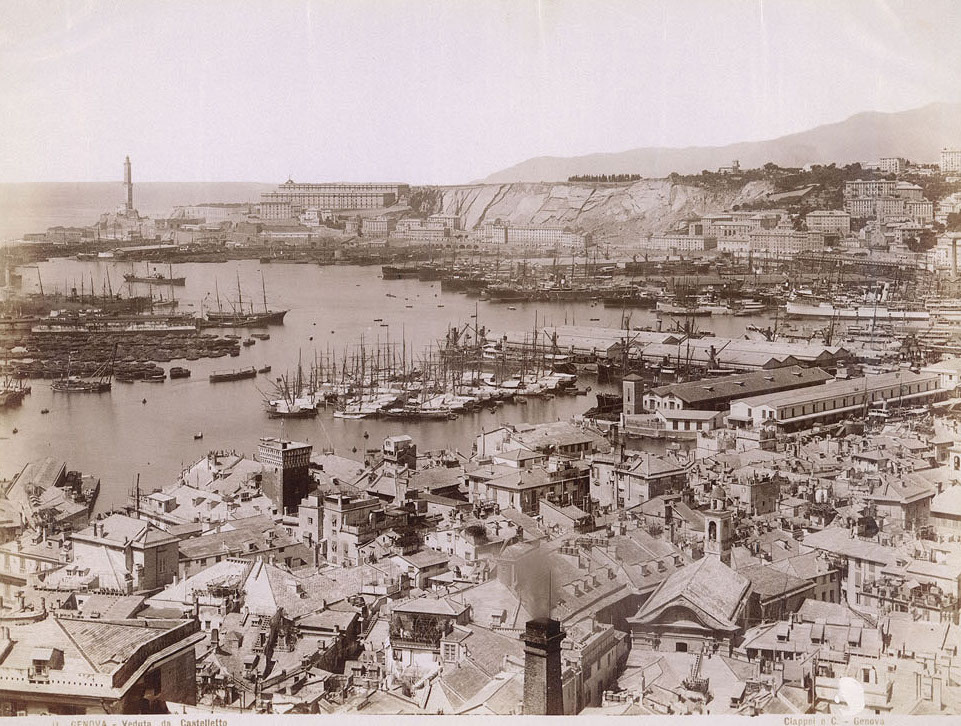
Hafen Genua um 1865

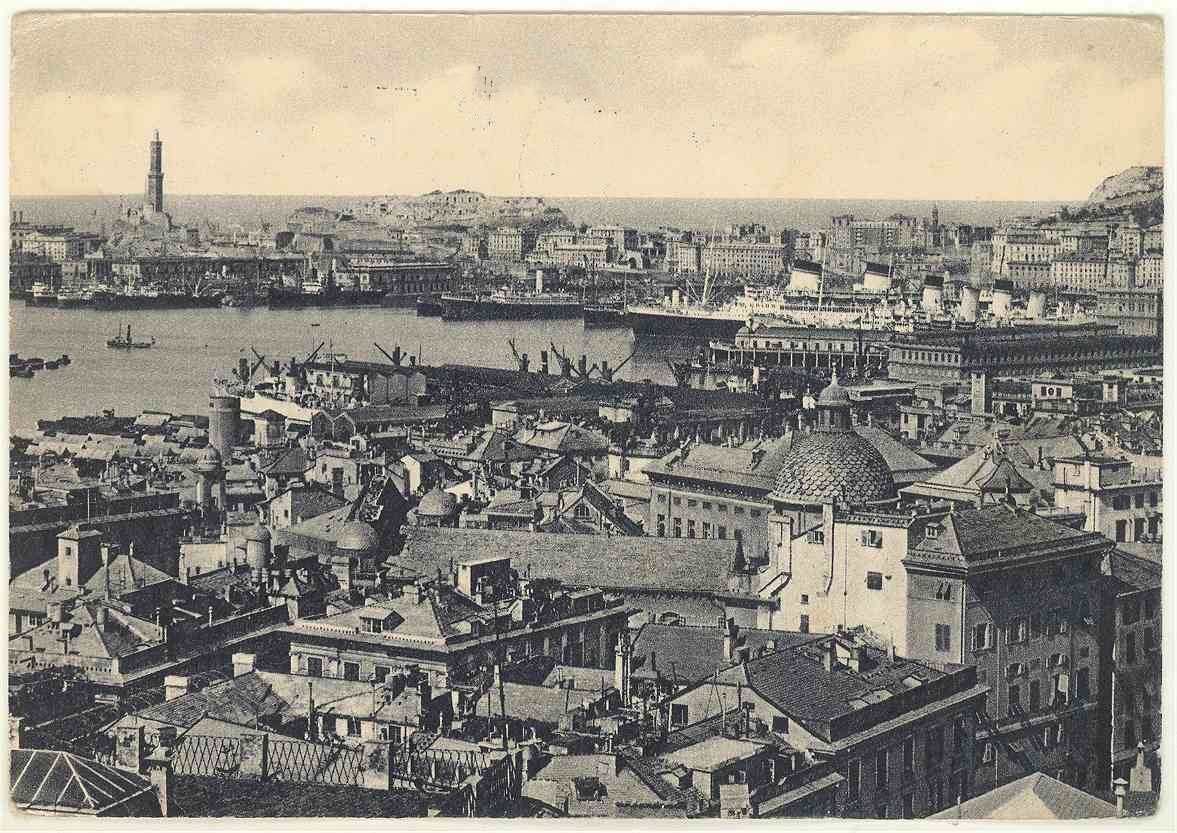
Der Hafen 1941 mit Resten des San-Benigno-Hügels

Es begann dann der fast drei Jahrhunderte andauernde politische, militärische, ökonomische und soziale Abstieg Genuas (und Italiens), der 1797 mit der napoleonischen Besetzung und dem Ende der Republik Genua seinen Tiefpunkt erreichte. Ein wesentlicher Grund für den Abstieg war die (Wieder-)Entdeckung Amerikas durch den aus Genua stammenden Seefahrer Christoph Kolumbus und die damit einhergehende Verschiebung des Schwerpunkts der Seefahrt vom Mittelmeer in den Atlantischen Ozean. Emblematisch für die Schwäche der Republik war 1684, während des Reunionskriegs, der Beschuss Genuas durch die französische Marine (Genua wollte Spanien unterstützen). Napoleon Bonaparte, der die Republik Genua 1797 beseitigte, stammte aus Korsika, einer Insel, die Genua lange Zeit schlecht regiert und hemmungslos ausgebeutet hatte.
Neben den erwähnten Seekonsuln und den ab dem 14. Jahrhundert als Salvatores Portus et Moduli bezeichneten Stadtvätern gab es eine Personengruppe, die für den Hafen Genua von grundlegender Bedeutung war: die als Camalli bezeichneten Hafenarbeiter und Lastenträger. Sie schlossen sich 1340 zur Zunft Compagnia dei Caravana zusammen, die über 500 Jahre bestand. Nach der Gründung der Sozialistischen Partei 1892 in Genua entstanden im Hafen nach umgeschlagenen Gütern ausgerichtete Vertretungen der Hafenarbeiter, die durch Streiks Rechte erkämpften, die von dem 1903 gegründeten autonomen Hafenkonsortium Consorzio Autonomo del Porto anerkannt wurden und Aufnahme im kodifizierten Arbeitsrecht fanden. Im Jahr 1946 schlossen sich diese Organisationen zur sogenannten Compagnia Unica zusammen.
Im Zug der Restauration wurde die Republik Genua 1814 nicht wiederhergestellt, sondern dem Königreich Sardinien-Piemont zugeschlagen, dessen Herrschern aus dem Haus Savoyen Genua mehrere Jahrhunderte lang feindlich gesinnt gewesen war. Zwar war das piemontesische Regierungs- und Verwaltungssystem nicht auf die Bedürfnisse des genuesischen Seehandels ausgerichtet, die Regierung in Turin bemühte sich jedoch um die Wiederbelebung des Hafens. Unter Giorgio Des Geneys wurde dort wieder eine Kriegsmarine aufgebaut und eine Marineakademie eingerichtet. Die Flotte verlegte ab 1861 nach La Spezia, die Akademie 1881 nach Livorno.
Der Hafen Genua hatte um 1820 verkommene Kaianlagen mit zu kleinen Piers, das Hafenbecken war für die zeitgenössischen Schiffe zu seicht. Zumeist ankerten sie in dessen Mitte und wurden dann mit Hilfe von Schuten be- und entladen, was den Hafen unwirtschaftlich machte. Zwischen 1820 und 1860 wurde nicht nur der Hafen modernisiert und ausgebaut, sondern auch die Altstadt teilweise umgebaut und die Verkehrsanbindung verbessert. Erwähnenswert ist vor allem der Bau eines der ersten italienischen Trockendocks, das 1851 eröffnet wurde, sowie der Gleisanschluss, über den der Hafen 1854 mit Turin, 1861 mit der Lombardei, 1872 mit Ventimiglia und Frankreich sowie 1874 mit La Spezia und der Toskana verbunden wurde. Die Modernisierungsbemühungen blieben jedoch vor und auch nach der Einigung Italiens im Jahr 1861 unzureichend: im Vergleich zum Hafen Genua erhielt der Hafen Marseille seinerzeit das Zehnfache an staatlichen Finanzzuwendungen. Dieser Umstand veranlasste den genuesischen Adeligen Luigi Raffaele De Ferrari zu einer sehr großzügigen Spende, für die er den Annunziaten-Orden erhielt. Dank der Spende und weiterer staatlicher Mittel gelang es bis zum Ende des Jahrhunderts, die Hafenanlagen auf ein angemessenes Niveau zu bringen. In der Folge kamen die auch von deutschen und britischen Investoren finanzierten Ausbauarbeiten dem zunehmenden Güterumschlag und den steigenden Passagierzahlen nicht hinterher. Der Naturhafen bot bald keine Ausbaumöglichkeiten mehr, weswegen man einen Ausbau in westlicher Richtung entlang der Küste von Sampierdarena ins Auge fasste. Bedeutende Faktoren für die positive Entwicklung des Hafens waren die Eröffnung des Sueskanals im Jahr 1869, der die Isolation des Mittelmeers beendete, und die massiven italienischen Auswanderungswellen nach Amerika.
Die Stadt und der Hafen waren jahrhundertelang für ihre idyllische Lage in einem natürlichen Amphitheater bekannt, das vom umliegenden Ligurischen Apennin gebildet wurde. Zwischen Genua und der bis 1926 eigenständigen Kommune Sampierdarena (früher San Pier d’Arena) lag einst der langgestreckte Hügel oder Höhenzug von San Benigno, der den westlichen Teil des Amphitheaters bildete und die Stadt Genua weitgehend in den östlichen Teil der Bucht zwang. Der Lanterna-Leuchtturm wurde einst auf der isolierten Landspitze des Hügels gebaut (Capo del Faro). Auf dem Hügel wurde im 12. Jahrhundert das Benediktinerkloster San Benigno errichtet, im 17. Jahrhundert dann eine Stadtmauer (Mura nuove) und Mitte des 19. Jahrhunderts an der Stelle des aufgegebenen Klosters eine sehr große Kasernenanlage und Küstengeschützstellungen. Die in westlicher Richtung begonnenen Hafenausbaumaßnahmen umfassten Straßen- und Eisenbahntunnels durch den Hügel. Schließlich wurde der Hügel in den 1920er und 1930er Jahren weitgehend abgetragen und das Fels- und Erdreich für den Bau des neuen Industriehafens um die Lanterna und vor Sampierdarena sowie für die neue Hafenmole Diga foranea verwendet. Die letzten Reste des Hügels verschwanden nach dem Zweiten Weltkrieg im Zug des Wiederaufbaus des Stahlwerks von Cornigliano, des Flughafenbaus in Sestri Ponente und der Errichtung des Ölhafens in Multedo.
Im Zweiten Weltkrieg musste Genua 86 Bomberangriffe über sich ergehen lassen, die die Stadt schwer zerstörten und den Hafen unbrauchbar machten. Die Hafenanlagen waren schwer beschädigt, das Hafenbecken stark vermint und die Hafeneinfahrten von versenkten Schiffen blockiert. Den Wiederaufbau nahm man sehr energisch in Angriff und auch der Staat stellte trotz der Not beträchtliche Summen zur Verfügung, sodass die Kriegsschäden im Hafen bis Ende 1948 weitestgehend beseitigt waren.
Im Jahr 1969 wurde das erste Containerterminal im Mittelmeerraum in Sampierdarena eröffnet. Für das Stahlwerk in Cornigliano entstand ein neues Kohleterminal. Einer weiteren Expansion des Hafens machte vorübergehend die Stahlkrise und die Ölpreiskrise ein Ende. Man beschloss eine weitere Spezialisierung der verschiedenen Hafenbereiche und bereitete den Abzug aller industriellen Aktivitäten aus dem Porto Antico vor und dessen ausschließliche Nutzung für den Passagier- und Fährverkehr sowie für touristische Zwecke. Darüber hinaus begann der Bau des neuen Containerterminals in Pra’ und Voltri. Die Neuordnung des Hafens wurde zum sogenannten Kolumbus-Jahr 1992, also 500 Jahre nach der Entdeckung Amerikas abgeschlossen.

## Unfälle
In der Nacht des 7. Mai 2013 rammte ein Containerschiff, die Jolly Nero, den 54 m hohen Kontrollturm des Hafens und brachte ihn zum Einsturz. Dabei starben neun Menschen, weitere vier wurden teils schwer verletzt.